# Sekundærrute 207
Sekundærrute 207 er en rutenummereret landevej på Sjælland.
Ruten strækker sig fra Rungsted til Hundested.
Rute 207 har en længde på ca. 56 km.